# Manuela Pesko
Manuela Pesko, ou Manuela Laura Pesko, née le 18 septembre 1978 à Coire, est une snowboardeuse suisse spécialisée dans la discipline technique du half-pipe.

## Palmarès

### Championnats du monde FIS de snowboard
- Médaille d'or du half-pipe en 2007 à Arosa.
- Médaille d'argent du half-pipe en 2005 à Whistler.

### Jeux olympiques
- 7eme de l'épreuve du half-pipe en 2006 à Turin.

### Coupe du monde
- 4 petits globe de cristal :
  - Vainqueur du classement halfpipe en 2003, 2006, 2007 et en 2008.
- 25 podiums dont 13 victoires en carrière.